# Stazione di Rocchetta Sant’Antonio-Lacedonia
Stazione di Rocchetta Sant'Antonio-Lacedonia vasútállomás Olaszországban, Puglia régióban, mely Rocchetta Sant'Antonio és Lacedonia településeket szolgálja ki.

## Vasútvonalak
Az állomást az alábbi vasútvonalak érintik:
- Foggia-Potenza-vasútvonal
- Avellino–Rocchetta Sant’Antonio-vasútvonal
- Rocchetta Sant'Antonio-Gioia del Colle-vasútvonal

## Kapcsolódó állomások
A vasútállomáshoz az alábbi állomások vannak a legközelebb: 
- Stazione di Leonessa
- Stazione di Candela-Sant'Agata di Puglia
- Pisciolo railway halt